# Delphacodes identistyla
Delphacodes identistyla är en insektsart som först beskrevs av Dozier 1926.  Delphacodes identistyla ingår i släktet Delphacodes och familjen sporrstritar. Inga underarter finns listade i Catalogue of Life.